# Zephyranthes plumieri
Zephyranthes plumieri är en amaryllisväxtart som beskrevs av Hardrada Harold Hume och Harold Norman Moldenke. Zephyranthes plumieri ingår i släktet Zephyranthes och familjen amaryllisväxter. Inga underarter finns listade i Catalogue of Life.